# السنة الدولية للبطاطا

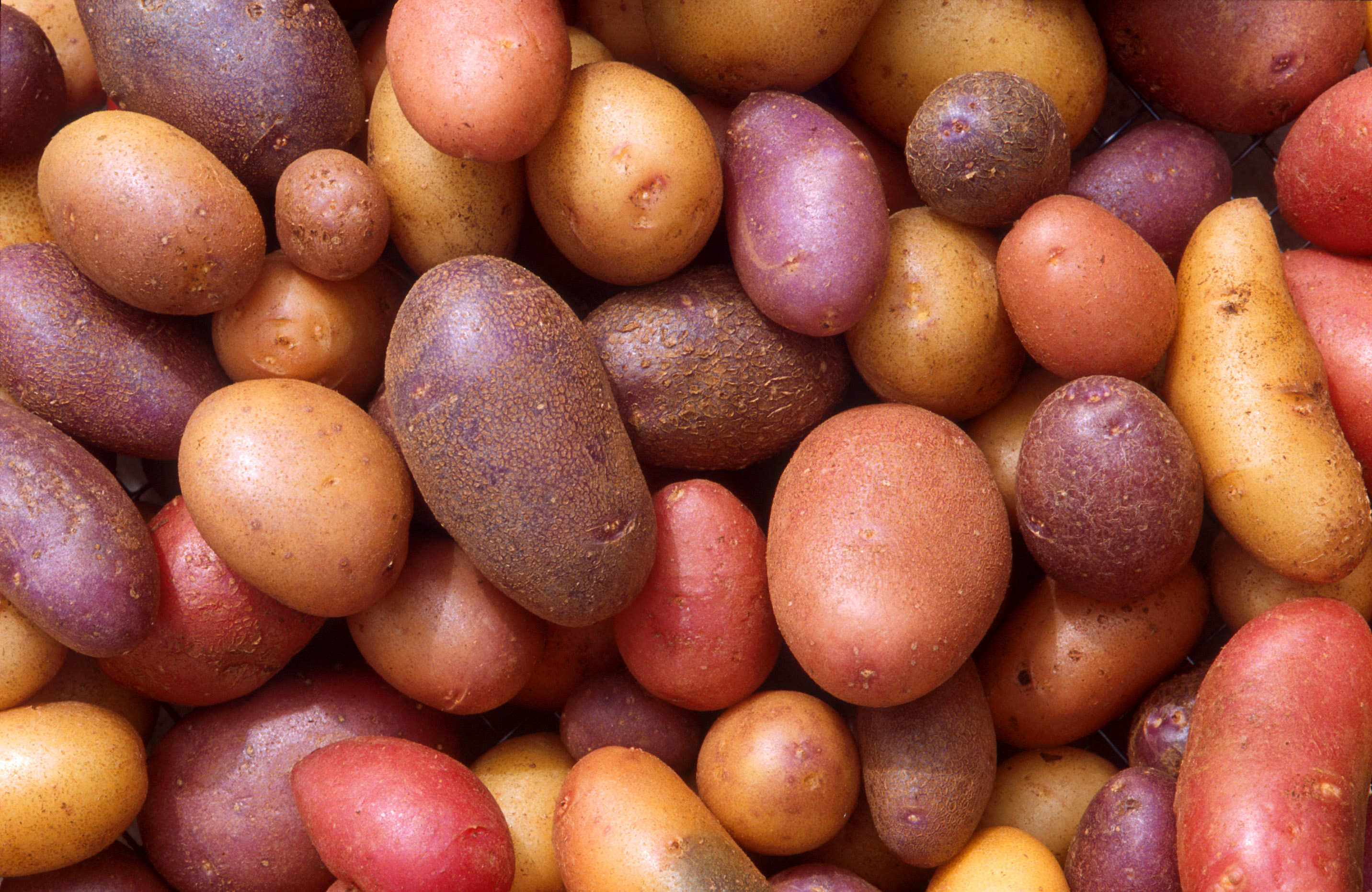
أنواع مختلفة من البطاطس. تُعدّ البطاطس الخضار المُفضّلة في الولايات المتحدة. في المتوسط، يستهلك الأمريكيون حوالي 65 كجم منها سنويًا. تُتيح لنا إصدارات البطاطس الجديدة التي يُصدرها علماء ARS خياراتٍ أوسع لتناولها.

أقيمت السنة الدولية للبطاطا في عام 2008 بناءً على قرار الجمعية العامة للأمم المتحدة، التي أشارت في قرارها إلى أن البطاطا غذاء أساسي في النظام الغذائي لسكان العالم، ومؤكدة على ضرورة تركيز اهتمام العالم على الدور الذي يمكن أن تلعبه البطاطا في توفير الغذاء والأمن الغذائي والقضاء على الفقر. ودُعيت منظمة الأغذية والزراعة لتسهيل تنفيذه.
وأكد القرار المقابل الذي اعتمدته منظمة الأغذية والزراعة في 25 نوفمبر/تشرين الثاني 2005، والذي يهدف إلى تسيهل تنفيذ هذه السنة، "الحاجة إلى إحياء الوعي العام بالعلاقة القائمة بين الفقر والأمن الغذائي وسوء التغذية والمساهمة المحتملة للبطاطا في القضاء على الجوع.
بالتزامن مع السنة الدولية للبطاطا، أقيمت عام 2008 السنة الدولية للصرف الصحي والسنة الدولية للغات والسنة الدولية لكوكب الأرض ‏.
كان من المأمول أن تساهم تسمية السنة الدولية للبطاطس في إلهام المعارض والبرامج التعليمية والأفلام والمنشورات وزيادة الوعي العام بالجهود المتعددة الجنسيات لصالح استخدام البطاطا في دعم مواردنا الغذائية بشكل مشابه لما تم فعله خلال السنة الدولية للأرز (2004) . كما تم تحديد عام 2008 باعتباره العام الوطني للبطاطا في بيرو.